# Eugenio Lazzarini
Eugenio Lazzarini, född den 26 mars 1945 är en italiensk före detta roadracingförare som vann tre VM-titlar under karriären, två i 50GP (1979 och 1980) och en i 125GP (1978).

## Segrar 125GP
| Nr | Grand Prix      | År   |
| -- | --------------- | ---- |
| 1  | Holland         | 1973 |
| 2  | Österrike       | 1977 |
| 3  | Spanien         | 1978 |
| 4  | Österrike       | 1978 |
| 5  | Italien         | 1978 |
| 6  | Holland         | 1978 |
| 7  | Jugoslavien     | 1982 |
| 8  | Tjeckoslovakien | 1982 |
| 9  | Belgien         | 1983 |

## Segrar 50GP
| Nr | Grand Prix   | År   |
| -- | ------------ | ---- |
| 1  | Sverige      | 1975 |
| 2  | Italien      | 1977 |
| 3  | Belgien      | 1977 |
| 4  | Spanien      | 1978 |
| 5  | Holland      | 1978 |
| 6  | Italien      | 1979 |
| 7  | Spanien      | 1979 |
| 8  | Jugoslavien  | 1979 |
| 9  | Holland      | 1979 |
| 10 | Frankrike    | 1979 |
| 11 | Italien      | 1980 |
| 12 | Spanien      | 1980 |
| 13 | Jugoslavien  | 1982 |
| 14 | San Marino   | 1982 |
| 15 | Västtyskland | 1982 |
| 16 | Italien      | 1983 |
| 17 | Spanien      | 1983 |
| 18 | Holland      | 1983 |